# Bulbophyllum devogelii
Bulbophyllum devogelii là một loài phong lan thuộc chi Bulbophyllum.